# Иван Лечев
Иван Боянов Лечев е български китарист, цигулар и композитор.

## Биография
Роден е на 19 юли 1956 г. в София. Започва да учи цигулка в класа на баща си цигуларя Боян Лечев. През 1975 г. завършва Музикалното училище в София. През 1981 г. завършва Музикалната академия също в София. Той е китарист на българската рок група „ФСБ“ от 1978 г. През 90-те години е свирил и с българската рокгрупа „Стари муцуни“. Участва като гост-музикант в записите на албумите на Кирил Маричков, Георги Минчев, Дони и Момчил и в албума на Епизод от 2004 „Свети Патриарх Евтимий“. От 2013 е член на Фондацията. През годините е писал песни за Ани Лозанова, като песента „Няма бряг“ и за други певци. През 2000 г. той създава и музикалното оформление на първата частна телевизия с национален ефир – bTV.
Жури е на „Гласът на България“ от 2017 година, 4ти сезон. В 4ти, 5ти и 7ми сезон, участници от неговия отбор стават победители. 

## Филмография
- Чичо Коледа (2021) - ученик на Маестрото